# Kersten Augustin
Kersten Augustin (* 1988 in Hamburg) ist ein deutscher Journalist und Autor. Er arbeitet als stellvertretender Ressortleiter und Teamleiter Politik der wochentaz, der Wochenzeitung der taz.

## Leben
Kersten Augustin studierte Politikwissenschaften und Philosophie in Berlin, Ramallah und Jerusalem. An der Deutschen Journalistenschule (DJS) in München wurde er zum Redakteur ausgebildet.
Nach seiner Ausbildung arbeitete er bei Zeit Online in den Ressorts Hamburg, Kultur und Entdecken. Als freier Korrespondent berichtete er 2014 und 2015 aus dem Nahen Osten. Seine Texte wurden unter anderem in der taz, der ZEIT, der FAZ, der Süddeutschen Zeitung und der NZZ veröffentlicht, seine Radiobeiträge bei Deutschlandfunk Kultur und dem Bayerischen Rundfunk.
Seit 2015 ist Kersten Augustin Redakteur der Wochenendausgabe der taz. Seit 2022 ist er stellvertretender Ressortleiter der wochentaz und leitet das Politikteam der Wochenzeitung.
Augustin beschäftigt sich in seinen Texten unter anderem mit Migration und Klimapolitik, Rechtsextremismus und sozialen Bewegungen. Er recherchierte zu rechtsextremen Vorfällen in der Polizei des Deutschen Bundestags und der Bedrohung des Bundestags von Innen und Außen. Seine Recherchen wurden mehrfach ausgezeichnet.
Seit 2021 schreibt er die Kolumne „Materie“. Kersten Augustin ist als Moderator tätig und hält Vorträge.

## Preise und Auszeichnungen
- Otto-Brenner-Preis, 2021, dritter Preis[8]
- Der lange Atem, 2022, dritter Preis[9]
- Wächterpreis der Tagespresse 2022, zweiter Preis[10]

## Veröffentlichungen
- Hitlergruß im Reichstag, in: Heike Kleffner, Matthias Meisner (Hrsg.): Staatsgewalt. Wie rechtsradikale Netzwerke die Sicherheitsbehörden unterwandern. Herder Verlag 2023. ISBN 978-3-451-39596-3[11]